# Wacław Niżyński

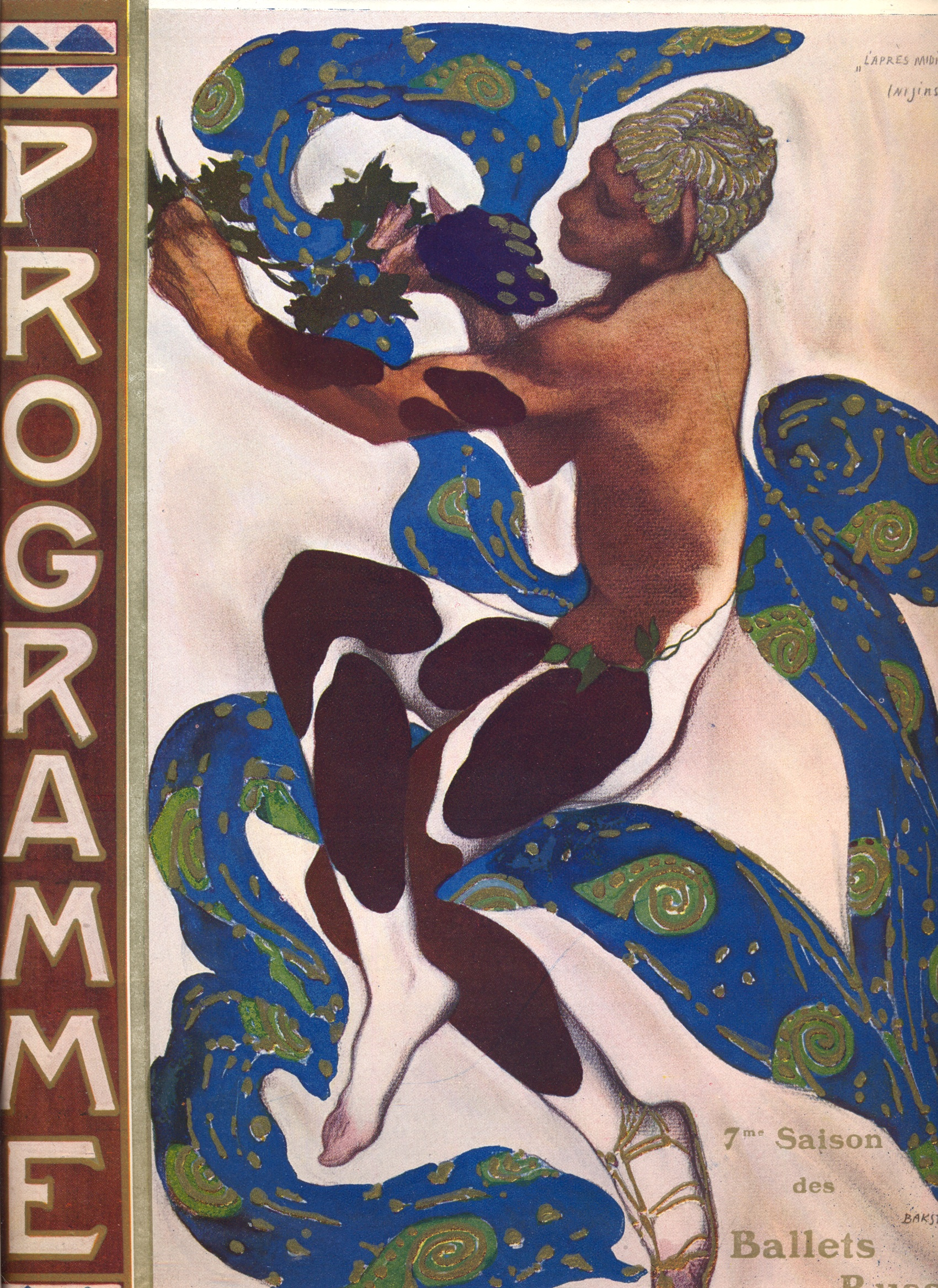
Léon Bakst, Niżyński w Popołudniu fauna, 1912

Wacław Niżyński, Vaslav Nijinsky (ur. 16 lutego?/28 lutego 1889 w Kijowie, zm. 8 kwietnia 1950 w Londynie) – rosyjski tancerz i choreograf polskiego pochodzenia.
Jeden z najwybitniejszych tancerzy baletowych XX wieku. Uważany za największego tancerza swojej epoki, o doskonałej technice i niespotykanej ekspresyjności. Pozostał po nim mit tancerza baletowego, któremu udało się osiągnąć doskonałość i całkowitą identyfikację z wykonywaną rolą. Pozostaje wzorem dla wielu tancerzy baletowych.

## Życiorys

### Dzieciństwo i młodość
Urodził się w 1889 w Kijowie w rodzinie polskich tancerzy występujących w teatrze wędrownym. Rodzice – Tomasz Niżyński i jego żona Eleonora (z domu Bereda) byli wychowankami szkoły baletowej w Teatrze Wielkim w Warszawie, jednak związali się z objazdową trupą taneczną, wędrującą z występami po miastach Rosji. Przy okazji odwiedzin rodziny w Warszawie ochrzcili Wacława w kościele Świętego Krzyża. Po tym, jak ojciec porzucił rodzinę, matka dla zapewnienia dzieciom lepszych warunków rozwoju zadecydowała się osiąść w Petersburgu. Jak wynika z listów Niżyńskiego, uważał się za Polaka, mimo słabej znajomości języka polskiego; w listach do śpiewaka Jana Reszkego napisał „Moja matka mnie dała mleko i polski język, a dla tego jestem polakiem. (...) Ja nie umię dobrze muwić bo mnie nie wolno było muwić po polsku”.
W 1900 wstąpił do klasy baletowej Cesarskiej Szkoły Teatralnej w Petersburgu, gdzie uczył się u Legata, Obuchowa i Cecchettiego. Gdy miał 18 lat, zadebiutował na scenie Teatru Maryjskiego w Petersburgu w Don Giovannim Mozarta. Bywał partnerem scenicznym najsłynniejszych balerin rosyjskich jego czasów: Matyldy Krzesińskiej, Olgi Prieobrażenskiej, Anny Pawłowej i Tamary Karsawiny. W tym okresie pomocą w karierze zawodowej, jak i wsparciem finansowym dla matki Wacława był jego wielbiciel, książę Paweł Lwow. W tym samym czasie zaczął też występować w balecie ze swoją siostrą, Bronisławą Niżyńską, która stała się jego powiernicą.

### Balety rosyjskie
Niedługo po swoim debiucie spotkał Siergieja Diagilewa i został zaangażowany do tworzonego przez niego zespołu Baletów Rosyjskich, z którym tańczył już od pierwszego paryskiego sezonu Baletów Rosyjskich w 1909. Kreował główne partie m.in. w baletach: Le Pavillon d’Armide, Sylfidy (do muzyki Chopina), Cléopâtre, Szeherezada i Karnawał. Diagilew uczynił go ikoną swojego zespołu, a sam Niżyński zyskał w krótkim czasie wielką popularność i uznanie krytyki.
Między pierwszym a drugim paryskim sezonem zespołu Diagilewa Niżyński wrócił tańczyć do Teatru Maryjskiego, jednak w 1911 został zwolniony dyscyplinarnie. Stało się tak na skutek „intrygi kostiumowej” – podczas przedstawienia baletu Giselle, tańcząc główną rolę księcia Alberta, miał na sobie tylko trykot, bez krótkich spodenek wówczas obowiązujących tancerzy, co wywołało sensację, ale też oburzenie dyrekcji teatru ze względu na obecność na przedstawieniu Wielkiej Księżnej (która zresztą wiele lat później twierdziła, że z loży cesarskiej nie była w stanie niczego zauważyć). W takim właśnie kostiumie Niżyński wcześniej występował w Giselle w Paryżu, gdzie nie wzbudzało to zastrzeżeń. Od 1911 tańczył już więc tylko u Diagilewa (w 1911 w Duchu róży do muzyki Carla Marii von Webera i w Pietruszce Strawińskiego).

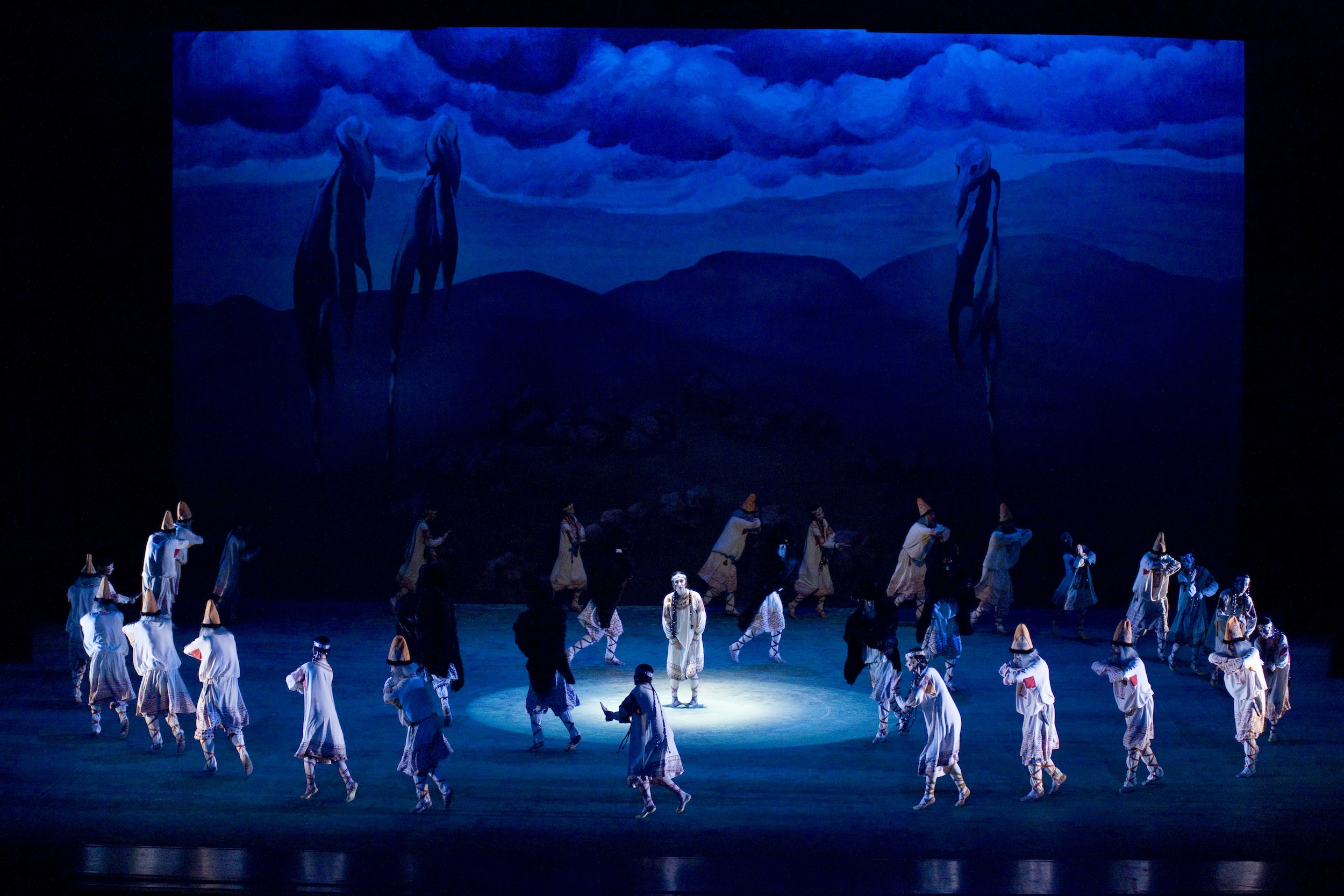
Święto wiosny w choreografii Wacława Niżyńskiego zrekonstruowanej przez Millicent Hodson, Polski Balet Narodowy, 2011

W 1912 zadebiutował w roli choreografa, pracując przy Popołudniu fauna Debussy’ego, które odniosło wielki sukces. W 1913 stworzył choreografie do Święta wiosny Strawińskiego i Jeux (Gier) Debussy’ego. W obu tych baletach widoczna była jego wyraźna fascynacja rytmiką Jacques’a-Dalcroza. Kompozycja taneczna Święta wiosny oburzały paryską publiczność swoją prymitywną żywiołowością i brutalnym dynamizmem. Również sama muzyka Strawińskiego była oskarżana o bolszewizm. Z kolei jego Gry powstały jako balet przyszłości. Diagilew zamówił muzykę u Debussy’ego z myślą o Niżyńskim, który przedstawił kiedyś swoją wizję baletu przyszłości – pochwałę sportu, naturalności, z rezygnacją z niektórych technik baletu klasycznego, gdzie ciało ludzkie nie ma żadnych ograniczeń. Tancerze występowali tu w strojach do tenisa autorstwa paryskiego projektanta mody, a nie kostiumografa, z rakietami tenisowymi jako rekwizytami (akcja toczy się na korcie tenisowym). W „okresie paryskim” Niżyńskiego do grona jego admiratorów należeli m.in. Jean Cocteau i Marcel Proust.
Pod koniec roku zespół Diagilewa wyjechał do Ameryki Południowej, lecz bez samego Diagilewa. Tam Niżyński ożenił się z węgierską tancerką Romolą de Pulszky, co stało się bezpośrednim powodem usunięcia go z zespołu przez Diagilewa zaraz po powrocie do Europy. Wyjechali wtedy z żoną do Budapesztu, gdzie w 1914 urodziła im się córka Kira, przyszła tancerka. Później występował z własnym zespołem w Londynie, nie odniósł jednak sukcesu, głównie z powodu braku doświadczenia w administracyjnym zarządzaniu zespołem baletowym. Przeniósł się do Budapesztu, gdzie zamieszkał u rodziców żony (zubożałych arystokratów). Będąc poddanym cara Rosji, a więc przeciwnika Austro-Węgier, w związku z toczącą się wojną został internowany. W 1916 wrócił do współpracy z Diagilewem, przygotowując kolejną choreografię baletu Till Eulenspiegel (Dyl Sowidrzał) z muzyką Richarda Straussa.

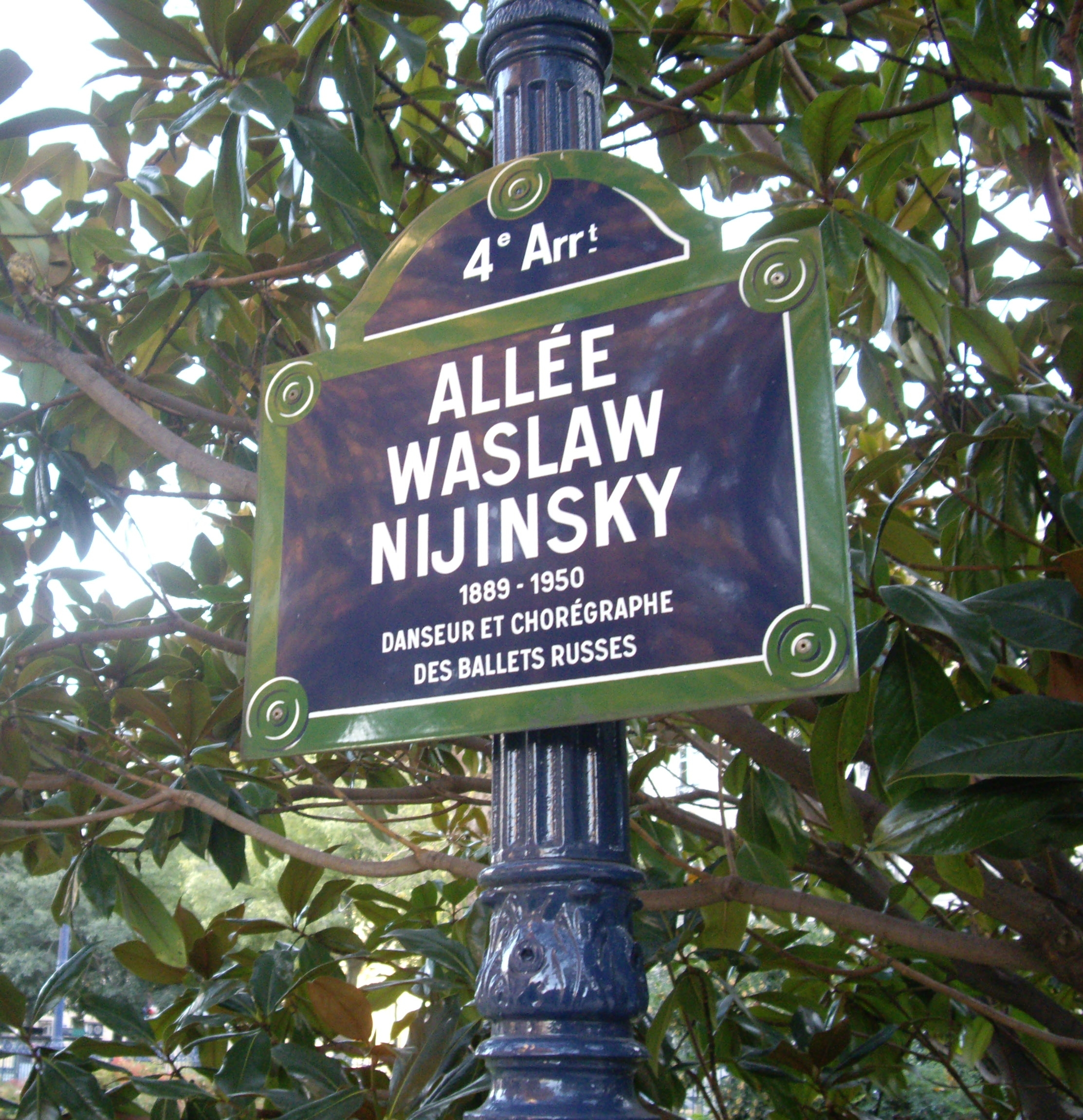
Aleja Wacława Niżyńskiego, Paryż

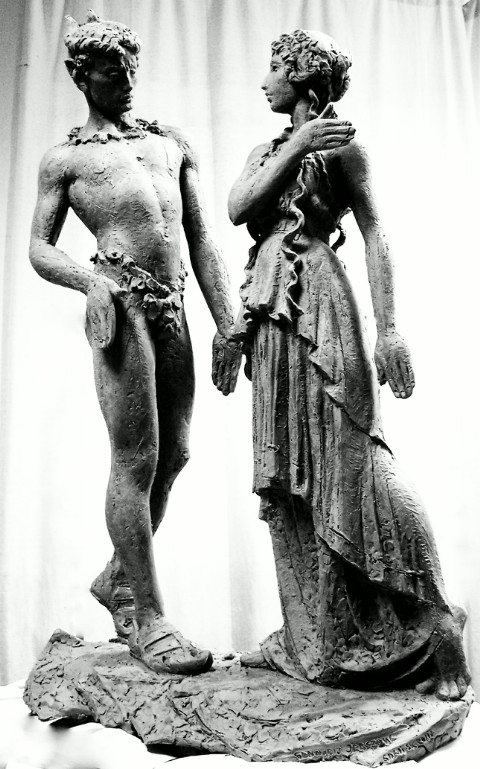
Rzeźba Wacława i Bronisławy Niżyńskich w rolach Fauna i Nimfy z baletu Popołudnie fauna autorstwa Gennadija Jerszowa w Teatrze Wielkim.

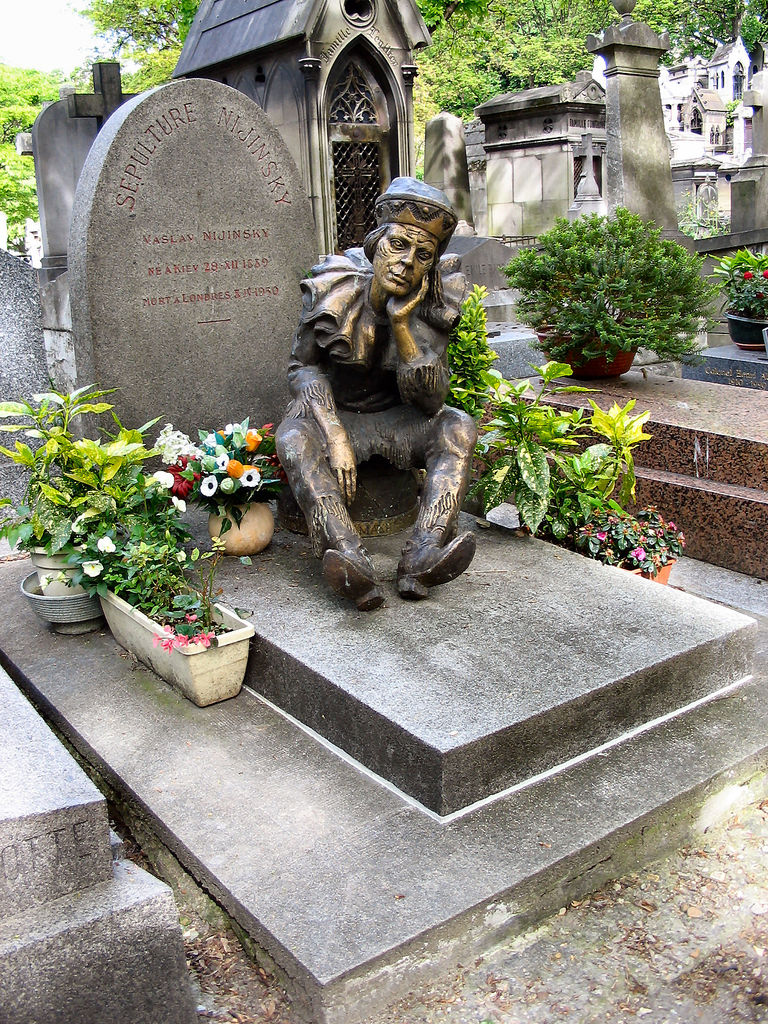
Nagrobek Wacława Niżyńskiego na cmentarzu Montmartre

### Choroba i śmierć
Po tournée w Ameryce Południowej zamieszkał z żoną w Szwajcarii, gdzie powoli zapadał na schizofrenię i wycofał się z występów, poświęcając się opracowywaniu nowych choreografii i pisaniu. Leczył go w Zurychu Eugen Bleuler. Po raz pierwszy po przerwie wystąpił publicznie 19 stycznia 1919, był to również jego ostatni występ, dający świadectwo o jego chorobie psychicznej. Rozpoczął pisanie dzienników w dwóch częściach – „O życiu” i „O śmierci”. Po raz pierwszy opublikowane zostały w okrojonej przez żonę wersji w 1936, a ich pełna wersja została opublikowana dopiero w 1995. Przez 30 lat swojej choroby pozostawał pod opieką żony. W latach 30. został poddany nowatorskiej terapii insulinowej, która odniosła pozytywny, lecz krótkotrwały skutek. 
Zmarł na zapalenie nerek w Londynie 8 kwietnia 1950. Został pochowany w Paryżu na cmentarzu Montmartre (w 1953).

## Wpływ na popkulturę
W 2001 australijski reżyser Paul Cox nakręcił film Nijinsky oparty na jego pamiętnikach.
11 czerwca 2011, w przerwie premierowego przedstawienia trzech różnych wersji choreograficznych Święta wiosny (w tym także odtworzonej wersji Niżyńskiego) w wykonaniu Polskiego Baletu Narodowego, w foyer Teatru Wielkiego – Opery Narodowej została odsłonięta rzeźba Wacława Niżyńskiego i jego siostry Bronisławy w rolach Fauna i Nimfy z baletu Popołudnie fauna; rzeźbę w brązie wykonał na zamówienie Polskiego Baletu Narodowego ukraiński rzeźbiarz Gennadij Jerszow.

## Upamiętnienie
- W Supraślu teatr Wierszalin wystawia od 2006 roku przedstawienie pt. „Bóg Niżyński” w reżyserii Piotra Tomaszuka[6].
- W Warszawie, pomiędzy ulicami Romualda Traugutta i Królewską, znajduje się pasaż Wacława Niżyńskiego.